# Моята втора майка
„Моята втора майка“ (на испански: Mi segunda madre) е мексиканска теленовела, създадена от Абел Санта Крус, режисирана от Мигел Корсега и Хосе Кабайрео и продуцирана от Хуан Осорио Ортис за Телевиса през 1989 г.
В главните роли са Мария Сорте и Енрике Нови, в поддържащите – Даниела Кастро и Андрес Бонфилио, а в отрицателните роли са Фернандо Чангероти, Алехандра Малдонадо и Синтия Клитбо. Специално участие имат Лиляна Абуд, Джина Морет и първата актриса Ада Караско.
Това е първата теленовела, която засяга темата за хомосексуалността.

## Сюжет
Даниела Лоренте е отлична дизайнерка, собственичка на престижна модна къща. Тя е омъжена за Алберто, лош човек, който я мами. Един хубав ден Даниела разкрива Алберто и е принудена да се обади на полицията, за да го задържат. Алберто е осъден на дълги години затвор, заклева се, че един ден ще отмъсти на съпругата си.
От друга страна, Хуан Антонио е влиятелен бизнесмен, който току-що е изгубил съпругата си, оставайки сам с дъщеря им, Моника. За нещастие на момичето, Хуан Антонио има лекомислена и суетна любовница на име Ирене. Даниела и Хуан Антонио, по отделно, решават да предприемат круиз, за да си починат и да забравят проблемите, които ги тормозят. По този начин двамата се запознават на борда и се влюбват. Двамата са щастливи и решават да се оженят, но Моника не иска да приеме Даниела като своя втора майка, макар че Даниела обича дъщерята на съпруга си.
След известно време и няколко проведени лечения Даниела успява да забременее, но злобната Ирене предизвиква автомобилен инцидент, при който Даниела изпада в тежко състояние. Въпреки това, детето се ражда, но е слабо и след седмица умира. Даниела е на крачка от самоубийство, когато научава, че никога няма да има собствени деца. Моника, виждайки страданията на Даниела заради смъртта на сина ѝ, я нарича „мамо“. Следват години, Моника е пораснала и се е превърнала в красива жена, Хуан Антонио продължава да жъне големи успехи в бизнеса си, но Даниела така и не успява да се възстанови от загубата на бебето си. Когато Алберто излиза от затвора, решава да си отмъсти на Даниела, съблазнявайки Моника.

## Актьори
Част от актьорския състав:
- Мария Сорте – Даниела Лоренте де Мендес
- Енрике Нови – Хуан Антонио Мендес Давила
- Фернандо Чангероти – Алберто Сауседо
- Алехандра Малдонадо – Ирене Монтенегро
- Даниела Кастро – Моника Мендес
- Алфредо Адаме – Ханс Лутман
- Лиляна Абуд – Соня Мендес Давила де Рамос
- Клаудио Баес – Херардо Пеня
- Джина Морет – Хеорхина Рейес
- Ада Караско – Долорес вдовица де Астурис
- Ернесто Гомес Крус – Игнасио
- Синтия Клитбо – Летисия
- Ирма Лосано – Мария
- Лола Мерино – Маргарита
- Андрес Бонфилио – Едуардо Сауседо Моралес
- Бланка Торес – Аманда Чавес вдовица де Моралес
- Ана Берта Еспин – Амелия
- Анхелина Пелаес – Арселия
- Ракел Морел – Ракел де Астурис
- Роберто Паласуелос – Давид
- Хуан Вердуско – Енрике Рамос
- Гастон Тусет – Алехандро Овиедо

## Премиера
Премиерата на Моята втора майка е на 16 януари 1989 г. по Canal de las Estrellas. Последният 200. епизод е излъчен на 13 октомври 1989 г.

## Награди и номинации
Награди TVyNovelas 1990
| Категория                            | Номинация           | Резултат   |
| ------------------------------------ | ------------------- | ---------- |
| Най-добра теленовела                 | Хуан Осорио         | Печели     |
| Най-добра актриса в главна роля      | Мария Сорте         | Печели     |
| Най-добър актьор в главна роля       | Енрике Нови         | Номиниран  |
| Най-добра актриса в отрицателна роля | Алехандра Малдонадо | Номинирана |
| Най-добър актьор в отрицателна роля  | Фернандо Сиангероти | Печели     |
| Най-добра млада актриса              | Даниела Кастро      | Номинирана |
| Най-добър актьорски дебют            | Алфредо Адаме       | Печели     |
| Най-добър сценарист                  | Ерик Вон            | Печели     |
| Най-добър оператор                   | Алехандро Фрутос    | Печели     |

## Версии
- Завинаги любов моя, мексиканска теленовела, продуцирана от Игнасио Сада Мадеро за Телевиса през 2013 – 2014 г., с участието на Сусана Гонсалес и Гай Екер.